# Campeonato Mundial de Esqui Estilo Livre de 2019 - Ski cross feminino
A prova do ski cross feminino do Campeonato Mundial de Esqui Estilo Livre de 2019 foi realizada entre os dias 1 e 2 de fevereiro na cidade de Park City,  em Utah, nos Estados Unidos. 

## Medalhistas
| Ouro                    | Prata             | Bronze             |
| Marielle Thompson (CAN) | Fanny Smith (SUI) | Alizée Baron (FRA) |

## Qualificação
Um total de 27 esquiadoras participaram da competição.  A prova ocorreu dia 1 de fevereiro com inicio às 15:35. A qualificação serviu para compor a fase eliminatória, com todas classificadas.
| Pos. | Bib | Nome                     | Nacionalidade  | Tempo   | Notas |
| ---- | --- | ------------------------ | -------------- | ------- | ----- |
| 1    | 12  | Marielle Thompson        | Canadá         | 1:01.58 |       |
| 2    | 6   | Fanny Smith              | Suíça          | 1:01.72 |       |
| 3    | 3   | Andrea Limbacher         | Áustria        | 1:01.81 |       |
| 4    | 16  | Brittany Phelan          | Canadá         | 1:01.84 |       |
| 5    | 14  | Sanna Lüdi               | Suíça          | 1:02.01 |       |
| 6    | 7   | Alizée Baron             | França         | 1:02.05 |       |
| 7    | 1   | Sandra Näslund           | Suécia         | 1:02.61 |       |
| 8    | 10  | Mikayla Martin           | Canadá         | 1:02.70 |       |
| 9    | 8   | Lisa Andersson           | Suécia         | 1:02.76 |       |
| 10   | 15  | Kelsey Serwa             | Canadá         | 1:02.77 |       |
| 11   | 11  | Daniela Maier            | Alemanha       | 1:02.89 |       |
| 12   | 2   | Marielle Berger Sabbatel | França         | 1:02.97 |       |
| 13   | 5   | Heidi Zacher             | Alemanha       | 1:03.01 |       |
| 14   | 4   | Sami Kennedy-Sim         | Austrália      | 1:03.08 |       |
| 15   | 13  | Sixtine Cousin           | Suíça          | 1:03.48 |       |
| 16   | 20  | Priscillia Annen         | Suíça          | 1:03.58 |       |
| 17   | 9   | Katrin Ofner             | Áustria        | 1:03.66 |       |
| 18   | 17  | Anastasia Chirtsova      | Rússia         | 1:03.77 |       |
| 19   | 19  | Nikol Kučerová           | Chéquia        | 1:04.14 |       |
| 20   | 21  | Victoria Zavadovskaya    | Rússia         | 1:04.17 |       |
| 21   | 18  | Lucrezia Fantelli        | Itália         | 1:04.19 |       |
| 22   | 23  | Whitney Gardner          | Estados Unidos | 1:04.63 |       |
| 23   | 24  | Emily Sarsfield          | Grã-Bretanha   | 1:04.94 |       |
| 24   | 22  | Tania Prymak             | Estados Unidos | 1:06.07 |       |
| 25   | 26  | Leta McNatt              | Estados Unidos | 1:07.43 |       |
| 26   | 25  | Emma Peters              | Grã-Bretanha   | 1:07.52 |       |
| 27   | 27  | Karolina Riemen          | Polónia        | 1:07.93 |       |

## Eliminatória
Todas as 27 esquiadoras se classificaram para as de oitavas de final. A partir daqui, elas participaram de corridas de eliminação de quatro ou três integrantes na primeira etapa, com os dois primeiros de cada corrida avançando para a fase seguinte. 

### Oitavas de final
| Pos. | Bib | Nome              | Nacionalidade | Notas |
| ---- | --- | ----------------- | ------------- | ----- |
| 1    | 1   | Marielle Thompson | Canadá        | Q     |
| 2    | 17  | Katrin Ofner      | Áustria       | Q     |
| 3    | 16  | Priscillia Annen  | Suíça         |       |

| Pos. | Bib | Nome                     | Nacionalidade | Notas |
| ---- | --- | ------------------------ | ------------- | ----- |
| 1    | 5   | Sanna Lüdi               | Suíça         | Q     |
| 2    | 12  | Marielle Berger Sabbatel | França        | Q     |
| 3    | 21  | Lucrezia Fantelli        | Itália        |       |

| Pos. | Bib | Nome             | Nacionalidade | Notas |
| ---- | --- | ---------------- | ------------- | ----- |
| 1    | 3   | Andrea Limbacher | Áustria       | Q     |
| 2    | 19  | Nikol Kučerová   | Chéquia       | Q     |
| 3    | 14  | Sami Kennedy-Sim | Austrália     |       |

| Pos. | Bib | Nome            | Nacionalidade | Notas |
| ---- | --- | --------------- | ------------- | ----- |
| 1    | 7   | Sandra Näslund  | Suécia        | Q     |
| 2    | 10  | Kelsey Serwa    | Canadá        | Q     |
| 3    | 23  | Emily Sarsfield | Grã-Bretanha  |       |
| 4    | 26  | Emma Peters     | Grã-Bretanha  |       |

| Pos. | Bib | Nome           | Nacionalidade  | Notas |
| ---- | --- | -------------- | -------------- | ----- |
| 1    | 9   | Lisa Andersson | Suécia         | Q     |
| 2    | 8   | Mikayla Martin | Canadá         | Q     |
| 3    | 24  | Tania Prymak   | Estados Unidos |       |
| 4    | 25  | Leta McNatt    | Estados Unidos |       |

| Pos. | Bib | Nome                  | Nacionalidade | Notas |
| ---- | --- | --------------------- | ------------- | ----- |
| 1    | 4   | Brittany Phelan       | Canadá        | Q     |
| 2    | 20  | Victoria Zavadovskaya | Rússia        | Q     |
| 3    | 13  | Heidi Zacher          | Alemanha      |       |

| Pos. | Bib | Nome            | Nacionalidade  | Notas |
| ---- | --- | --------------- | -------------- | ----- |
| 1    | 6   | Alizée Baron    | França         | Q     |
| 2    | 11  | Daniela Maier   | Alemanha       | Q     |
| 3    | 22  | Whitney Gardner | Estados Unidos |       |
| 4    | 27  | Karolina Riemen | Polónia        |       |

| Pos. | Bib | Nome                | Nacionalidade | Notas |
| ---- | --- | ------------------- | ------------- | ----- |
| 1    | 2   | Fanny Smith         | Suíça         | Q     |
| 2    | 18  | Anastasia Chirtsova | Rússia        | Q     |
| 3    | 15  | Sixtine Cousin      | Suíça         |       |

## = Quartas de final
| Pos. | Bib | Nome              | Nacionalidade | Notas |
| ---- | --- | ----------------- | ------------- | ----- |
| 1    | 1   | Marielle Thompson | Canadá        | Q     |
| 2    | 8   | Mikayla Martin    | Canadá        | Q     |
| 3    | 9   | Lisa Andersson    | Suécia        |       |
| 4    | 17  | Katrin Ofner      | Áustria       |       |

| Pos. | Bib | Nome             | Nacionalidade | Notas |
| ---- | --- | ---------------- | ------------- | ----- |
| 1    | 6   | Alizée Baron     | França        | Q     |
| 2    | 19  | Nikol Kučerová   | Chéquia       | Q     |
| 3    | 11  | Daniela Maier    | Alemanha      |       |
| 4    | 3   | Andrea Limbacher | Áustria       |       |

| Pos. | Bib | Nome                     | Nacionalidade | Notas |
| ---- | --- | ------------------------ | ------------- | ----- |
| 1    | 5   | Sanna Lüdi               | Suíça         | Q     |
| 2    | 4   | Brittany Phelan          | Canadá        | Q     |
| 3    | 12  | Marielle Berger Sabbatel | França        |       |
| 4    | 20  | Victoria Zavadovskaya    | Rússia        |       |

| Pos. | Bib | Nome                | Nacionalidade | Notas |
| ---- | --- | ------------------- | ------------- | ----- |
| 1    | 10  | Kelsey Serwa        | Canadá        | Q     |
| 2    | 2   | Fanny Smith         | Suíça         | Q     |
| 3    | 7   | Sandra Näslund      | Suécia        |       |
| 4    | 18  | Anastasia Chirtsova | Rússia        |       |

### Semifinal
| Pos. | Bib | Nome              | Nacionalidade | Notas |
| ---- | --- | ----------------- | ------------- | ----- |
| 1    | 1   | Marielle Thompson | Canadá        | Q     |
| 2    | 5   | Sanna Lüdi        | Suíça         | Q     |
| 3    | 4   | Brittany Phelan   | Canadá        |       |
| —    | 8   | Mikayla Martin    | Canadá        | DNF   |

| Pos. | Bib | Nome           | Nacionalidade | Notas |
| ---- | --- | -------------- | ------------- | ----- |
| 1    | 6   | Alizée Baron   | França        | Q     |
| 2    | 2   | Fanny Smith    | Suíça         | Q     |
| 3    | 10  | Kelsey Serwa   | Canadá        |       |
| —    | 19  | Nikol Kučerová | Chéquia       | DNF   |

## = Final
Pequena final
| Pos. | Bib | Nome            | Nacionalidade | Notas |
| ---- | --- | --------------- | ------------- | ----- |
| 5    | 10  | Kelsey Serwa    | Canadá        |       |
| 6    | 4   | Brittany Phelan | Canadá        |       |
| 7    | 19  | Nikol Kučerová  | Chéquia       |       |
| —    | 8   | Mikayla Martin  | Canadá        | DNS   |

Grande final
| Pos.              | Bib | Nome              | Nacionalidade | Notas |
| ----------------- | --- | ----------------- | ------------- | ----- |
| Medalha de ouro   | 1   | Marielle Thompson | Canadá        |       |
| Medalha de prata  | 2   | Fanny Smith       | Suíça         |       |
| Medalha de bronze | 6   | Alizée Baron      | França        |       |
| 4                 | 5   | Sanna Lüdi        | Suíça         |       |

Legenda
| Recorde mundial       | Recorde mundial (World record)               |                       | Recorde africano                      | Recorde africano (African) |                                           | Q | Classificado por posição (Qualified) |
| Recorde do campeonato | Recorde do campeonato (Championship record)  | Recorde da América    | Recorde da América (Americas)         | q                          | Classificado por melhor tempo (Qualified) |   |                                      |
| Melhor marca do ano   | Melhor marca do ano (World leading)          | Recorde asiático      | Recorde asiático (Asian)              | DNS                        | Não largou (Did not start)                |   |                                      |
| Recorde nacional      | Recorde nacional (National record)           | Recorde europeu       | Recorde europeu (European)            | DNF                        | Não terminou (Did not finish)             |   |                                      |
| Recorde pessoal       | Recorde pessoal do atleta (Personal best)    | Recorde da Oceania    | Recorde da Oceania (Oceania)          | DSQ / DQ                   | Desclassificado (Disqualified)            |   |                                      |
| Recorde da temporada  | Recorde da temporada do atleta (Season best) | Recorde sul-americano | Recorde sul-americano (South America) | NM                         | Sem marca (No mark)                       |   |                                      |